# Nelson Romero (cantante)
Nelson Enrique Romero Andrade (Maracaibo, Zulia, 12 de agosto de 1953), también conocido como El ayayero, es un criminalista y compositor venezolano. Hizo vida profesional como detective en el Cuerpo Técnico de Policía Judicial actual CICPC, luego como compositor de gaitas, música tradicional venezolana. Trabajó principalmente en agrupaciones regionales con algunos sencillos producidos individualmente como solista. 

## Biografía
Romero nació en la ciudad de Maracaibo, hijo del matrimonio entre María Andrade y Simón Romero Finol. Su niñez la vivió entre las barriadas del Empredrao, por lo tanto creció siendo devoto de Santa Lucía, a quien anualmente le dedica una canción durante las fiestas tradicionales en su honor.
Nelson Romero es el segundo de tres hermanos, llamados: Andrés Romero y Maura Josefina Romero.
Desde joven ha admirado a Ricardo Aguirre, al "Sonero del Mundo" Oscar D’León, y al bardo gaitero Marcial Valbuena, quien influyó en su manera de vestirse en los escenarios y su típica manera de bailar. Sus hobbies siempre han sido componer y jugar pelota de trapo en la calle.

## Criminalística
Romero estudió en Maracaibo donde obtiene su título de bachiller técnico en el liceo Elías Sánchez Rubio. En 1974 cursó estudios de criminalística para convertirse en detective, lo cual le permitió entrar en el Cuerpo Técnico de Policía Judicial, primero como subinspector y después como inspector.

## Carrera
Su primera composición nacería en el año 1979 con el título de Feria de Santa Lucía, canción que interpretó con el grupo los Montunos y grabada posteriormente en el año 1983. En 1982 grabó su primer tema como solista, y el cual logró sonar en radios y emisoras del Zulia con el título de Del Empedrao Venimos, una oda a su lugar de crianza. Romero comienza a ser apodado el Ayayero por su frecuente uso del grito Aya ya ya yai en sus interpretaciones. En 1987 hace tributo a su seudónimo componiendo la canción Ayayero, incluido en temas como real y medio, el cual también llevaba una carga de protesta. Por sus composiciones e interpretaciones, Romero ha sido recipiente de varias condecoraciones regionales, incluyendo el premio Mara de Oro, Cacique de Oro, Sol Zuliano y Virgilio Carruyo, entre otros.
En septiembre de 1981, Romero fundó y dirigió la agrupación Alegres gaiteros. Sus integrantes fueron familiares, incluyendo José Romero padre e hijo, Jesús y Andrés Romero y Roque Ávila. Con esta agrupación produce canciones galardonadas por varios premios regionales y nacionales, incluyendo éxitos como La Plancha Vieja, El Guarapito, Gaita de mis Abuelos, Mi hermano, A las Madres, Falcón, Falcón y El Enlosao del Recuerdo.
Nelson Romero ha sido fundador e integrante de otras agrupaciones gaiteras como VHG, Gaiteros de Pillopo, Tercer Milenio e Hijos de Santa Lucía, entre otros.
El 8 de noviembre de 2022, la gaita zuliana obtuvo el Guinness World Record al reunir a más de 400 músicos del género gaitero y alzarse con el título de la banda de música folklórica venezolana más grande del mundo, encuentro en el cual participó también Nelson Romero junto a varios de los gaiteros más reconocidos de Venezuela.

## Éxitos
- El ayayero
- La plancha vieja
- La carroza de mi China
- La gaita de mis abuelos
- Pinocho
- Pascua
- Sangre de indio.[2]